# (3504) Kholshevnikov
(3504) Kholshevnikov (1981 RV3) – planetoida z pasa głównego asteroid okrążająca Słońce w ciągu 5,46 lat w średniej odległości 3,1 j.a. Odkrył ją Nikołaj Czernych 3 września 1981 roku.